# El Jato
El Jato är en ort i Mexiko.   Den ligger i kommunen Villa de la Paz och delstaten San Luis Potosí, i den centrala delen av landet, 500 km norr om huvudstaden Mexico City. El Jato ligger 2 081 meter över havet och antalet invånare är 159.
Terrängen runt El Jato är lite bergig, och sluttar brant österut. Runt El Jato är det ganska glesbefolkat, med 28 invånare per kvadratkilometer. Närmaste större samhälle är Matehuala, 11,6 km öster om El Jato. Omgivningarna runt El Jato är i huvudsak ett öppet busklandskap.